# Thomas Reich (Politiker)
Thomas Reich (* 1. November 1967 in Hamburg) ist ein deutscher Politiker der Alternative für Deutschland (AfD).

## Leben
Thomas Reich wurde 1967 in Hamburg geboren. Nach dem Abitur an der Sankt-Ansgar-Schule (SAS) absolvierte Reich an der Universität Hamburg ein Diplomstudium der Mikro- u. Molekularbiologie und der Betriebswirtschaftslehre. Am 23. Februar 2020 gelang Reich bei der Bürgerschaftswahl in Hamburg nicht der Einzug als Abgeordneter in die Hamburgische Bürgerschaft. Nach dem Verzicht der Listenkandidatin 3 auf der Landesliste der AfD Hamburg rückte Reich als siebter Abgeordneter nach.  Er ist Mitglied im Beirat der Hamburger Akteure der Energiewende.

## Kritik wegen des Kassierens doppelter Bezüge
Nach seinem Einzug in die Bürgerschaft geriet Reich in die Kritik, nachdem die Hamburger Morgenpost aufgedeckt hatte, dass er gleichzeitig drei verschiedenen Jobs in der Partei und Politik nachging. Nicht nur war Reich Mitglied der Bürgerschaft und gehörte zudem der Bezirksversammlung Wandsbek an, sondern arbeitete auch als Leiter des Abgeordnetenbüros von Bernd Baumann.
Als Angehörigen des Bundestages stehen Bundestagsabgeordneten monatlich rund 23.000 Euro für Mitarbeiter zur Verfügung. Berechnungen der Morgenpost ergaben, dass Reich durch seine Mandate in Landesparlament und Bezirksversammlung mehr als 3.850 Euro erhielt, während vermutet wurde, dass er durch seine Tätigkeit für Baumann noch einmal erheblich mehr verdiente. Büroleiter von Bundestagsabgeordneten gehören in der Regel – laut Glassdoor zu den Topverdienern im Deutschen Bundestag.
Mit monatlichen Bezügen aus drei Tätigkeiten innerhalb der AfD und einem geschätzten Gesamtverdienst zwischen 8.000 und 9.000 Euro entspricht Reich dem klassischen Berufspolitiker, der ausschließlich von der Politik lebt. Solche Abhängigkeiten von der Politik wollte die AfD Hamburg eigentlich bekämpfen und rief in der Bürgerschaft mehrmals zu Sparsamkeit bei den Abgeordneten auf. Die Hamburger Morgenpost kritisierte Reich für seine Doppelstandards und bezeichnete es als „echte Überraschung“, dass ausgerechnet die „Rechtspopulisten“ an den Doppelmandaten festhielten.
Mit seinen mehrfachen Bezügen gehört Reich neben dem Hamburger Krzysztof Walczak zu einer Gruppe AfD-Abgeordneter, die öffentlich für diese berufspolitischen Auswüchse kritisiert wurden, obwohl sie selbst bei anderen Abgeordneten zur Sparsamkeit aufrufen. So hatten Reich und Walczak gefordert, dass die Sitzungsgelder während der Corona-Zeit gestrichen werden. Reich wird außerdem dem Lager des hoch umstrittenen und wegen Betrugs verurteilten AfD-Geschäftsführers Thorsten Prenzler zugerechnet, der in der Vergangenheit u. a. auch wegen des nachträglichen Bezuges öffentlicher Gelder massiv in der Kritik stand.
Auf Nachfrage der Morgenpost erklärte Wandsbeks AfD-Chef Dietmar Wagner: „Wir diskutieren aktuell intern, wie wir die Nachfolgeregelung gestalten“. Die AfD sei eine vergleichsweise junge Partei und benötige bei diesen Prozessen mehr Zeit als etablierte Parteien. Es solle allerdings etwas passieren.
Als Reaktion auf die Berichterstattung der Morgenpost kündigte Reich am 16. Mai 2020 auf Facebook an, sein Bezirksmandat nun „verantwortungsvoll zurück- bzw. weiter zu geben“ und beschuldigte die Hamburger Morgenpost, die Maßstäbe des Qualitätsjournalismus nicht einzuhalten. Entgegen seiner Ankündigungen und Vorwürfe gegen die Zeitung hielt Reich nach dem Ende der Berichterstattung allerdings an seinem Doppelmandat fest und ist bis heute Abgeordneter der Wandsbeker Bezirksversammlung. Nach den Bezirkswahlen 2024 und der Bürgerschaftswahl 2025 behält Reich, wie auch Marco Schulz, weiterhin sein Doppelmandat.

## Bürgerschaftswahl 2025 in Hamburg
In der Bürgerschaftswahl 2025 schaffte es Thomas Reich mit nur 2.272 Stimmen über die Landesliste wieder in die Hamburger Bürgerschaft.